# Каштру-Вісенте
Каштру-Вісенте (порт. Castro Vicente; МФА: [ˈkaʃ.tɾu vi.ˈsẽ.tɨ]) — парафія в Португалії, у муніципалітеті Могадору. Розташована в північно-східній частині країни, на теренах історичної португальської провінції Трансмонтана. Входить до складу округу Браганса. За адміністративним поділом, чинним до 1976 року, терени парафії були складовою провінції Трансмонтана і Верхнє Дору. Належить до Брагансько-Мірандської діоцезії Католицької церкви. Патрон — святий Вікентій. Площа — 34,7865 км². Населення — 337 ос. (2011). Слабо урбанізований регіон. Густота населення — 9,69 осіб/км²
. Код — 040808.

## Населення
| Кількість мешканців | Кількість мешканців | Кількість мешканців | Кількість мешканців | Кількість мешканців | Кількість мешканців | Кількість мешканців | Кількість мешканців | Кількість мешканців | Кількість мешканців | Кількість мешканців | Кількість мешканців | Кількість мешканців | Кількість мешканців | Кількість мешканців |
| ------------------- | ------------------- | ------------------- | ------------------- | ------------------- | ------------------- | ------------------- | ------------------- | ------------------- | ------------------- | ------------------- | ------------------- | ------------------- | ------------------- | ------------------- |
| 1864                | 1878                | 1890                | 1900                | 1911                | 1920                | 1930                | 1940                | 1950                | 1960                | 1970                | 1981                | 1991                | 2001                | 2011                |
| 789                 | 876                 | 895                 | 849                 | 906                 | 725                 | 749                 | 829                 | 888                 | 914                 | 769                 | 694                 | 449                 | 420                 | 337                 |